# 松本壮吉
松本壮吉（まつもと そうきち）は、日本の細菌学者、歯科医師。医学博士/歯学博士。結核菌、抗酸菌に関する研究を専門とする。
新潟大学医歯学総合研究科細菌学分野・新潟大学医学部細菌学教室教授、アイルランガ大学医学部非常勤教授（インドネシア）、大阪市立大学大学院医学研究科客員教授。日本細菌学会評議員・中部支部長、日本バイオフィルム学会理事。

## 略歴
1992年　長崎大学歯学部卒業。1992年　長崎大学歯学部 口腔細菌学講座 助手。
1999年　National Institutes of Health（アメリカ国立衛生研究所）結核研究部門 フェロー。
2002年　大阪市立大学医学部医学科 感染防御学 講師。2006年　同大学助教授。
2007年　大阪市立大学医学部医学科 細菌学 准教授。2013年　新潟大学医学部医学科 細菌学 教授。

## 研究
結核・抗酸菌の細胞内寄生機構の解析と抗酸菌症の制圧戦略開発を行っている。国内だけでなくケニア共和国・ミャンマー連邦共和国・ロシア連邦など海外での研究・調査も行っている。
また、2020年に日本医療研究開発機構（AMED）の事業に採択され、組み換えBCG（rBCG）技術を利用した、COVID-19ワクチン開発を行っている。

## 学部教育
新潟大学医学部医学科で細菌学の講義を担当している。

## 人物
趣味は洋楽鑑賞と水泳。

## 所属学会
- 日本細菌学会
- 日本バイオフィルム学会
- 日本分子生物学会
- 日本免疫学会

## 受賞歴
日本細菌学会 小林六造記念賞（2011年）